# Daría Imbert Aranguren
Daría Imbert Aranguren (Vitoria, siglo XIX) fue una dibujante, pintora y profesora española. 

## Biografía
En 1866 sustituyó a su padre Carlos Imbert en las clases de dibujo dirigidas a niñas y jóvenes, por ello fue la primera mujer que impartió clases de dibujo y de escultura en la Academia de Vitoria. Sus restos descansan en el cementerio de Santa Isabel de Vitoria. Fue la madre del pintor Salvador Azpiazu Imbert.

## Reconocimientos
- En 2022, el Ayuntamiento de Vitoria puso su nombre al parque de Lakua: “Parque Daría Imbert Aranguren”. Fue uno de los nombres propuestos por la iniciativa popular como merecedora de un espacio público.[6]